# Formica paleosibirica
Formica paleosibirica (лат.) — ископаемый вид мелких муравьёв рода Formica длиной около 7,5 мм. Эоценовые отложения, Большая Светловодная (Россия, Приморский край). Видовой эпитет дан по названию места обнаружения (Сибирь) в сочетании с латинизированным греческим словом palaios (древний).

## Описание
Отпечатки обнаружены в эоценовых отложениях в месторождении Большая Светловодная (Биамо, Россия, Приморский край). Длина тела самцов около 10-13 мм. Голова трапециевидная, её длина равна 0,94 ширины. Передний край клипеуса выпуклый. Глаза овальные, крупные, выпуклые. Скутум в 1,5 раза длиннее скутеллюма. Стебелёк одночлениковый (петиоль) с одинаковыми длиной, шириной и высотой, почти треугольный по форме. Вид был впервые описан в 2015 году российскими энтомологами Геннадием Михайловичем Длусским (1937—2014), Александром Павловичем Расницыным и К. С. Перфильевой по голотипу PIN 3429/107 (самец) и нескольким паратипам. Они найдены в местонахождении Большая Светловодная (старое название Биамо) в светловодненской впадине Дальнего Востока России (Пожарский район Приморского края, 46ºN, 138ºE). Сходен с ископаемыми видами Formica ungeri Heer, 1849 их миоцена Хорватии (Radoboj) и с Formica flori Mayr, 1868 и Formica gustawi  Dlussky, 2003 из балтийского янтаря.